# Вулиця Ярослава Стецька
Людина, на честь якої названі ці об’єкти: Стецько Ярослав Семенович
Ву́лиця Ярослава Стецька — назва вулиць у деяких населених пунктах України.
- Вулиця Ярослава Стецька — вулиця у місті Буча
- Вулиця Ярослава Стецька — вулиця у місті Дніпро
- Вулиця Ярослава Стецька — вулиця у місті Луцьк
- Вулиця Ярослава Стецька — вулиця у місті Львів
- Вулиця Ярослава Стецька — вулиця у місті Монастириська
- Вулиця Ярослава Стецька — вулиця у місті Надвірна
- Вулиця Ярослава Стецька — вулиця у місті Нікополь
- Вулиця Ярослава Стецька — вулиця у місті Рівне
- Вулиця Ярослава Стецька — вулиця у місті Самбір
- Вулиця Ярослава Стецька — вулиця у місті Тернопіль
- Вулиця Ярослава Стецька — вулиця у місті Хмельницький

## Вулиця Стецька
- Вулиця Стецька — вулиця у місті Скалат
- Вулиця Стецька — вулиця у місті Стрий

## Провулок Ярослава Стецька
- Провулок Ярослава Стецька — провулок у місті Первомайськ
- Провулок Ярослава Стецька — провулок у місті Суми